# Pisa Sporting Club 1982-1983
Questa voce raccoglie le informazioni riguardanti il Pisa Sporting Club nelle competizioni ufficiali della stagione 1982-1983.

## Stagione
Dopo la promozione ottenuta nella primavera 1982, nella stagione 1982-1983 il Pisa disputa per la seconda volta nel dopoguerra, il campionato di Serie A. Il presidente Romeo Anconetani ha affidato la panchina al tecnico brasiliano Luís Vinício e rafforza la squadra con l'acquisto dell'ala destra della nazionale danese Klaus Berggreen e con l'arrivo del centravanti Guido Ugolotti e dell'incognita uruguaiana Jorge Caraballo.

Il danese Klaus Berggreen, neoacquisto e miglior marcatore stagionale della squadra, con indosso la seconda divisa gialla.

La squadra inizia bene il campionato ottenendo, nelle prime cinque giornate, due vittorie e tre pareggi; con l'arrivo dell'autunno la formazione nerazzurra incappa in alcune sconfitte tuttavia prevedibili (come quelle contro Juventus e Roma). L'inizio del 1983 inizia con due sconfitte contro Torino e Fiorentina, subito rimediate però con vittorie, che si dimostreranno decisive, negli scontri diretti per la salvezza con Cesena e Ascoli; la vittoria contro i marchigiani ebbe però un effetto appagante sui giocatori nerazzurri, che successivamente non riuscirono a ottenere alcuna vittoria nei mesi di febbraio, marzo e aprile.
Il 24 aprile i nerazzurri videro spalancarsi il baratro della retrocessione, cadendo (1-0) sul campo dell'Avellino; questa caduta diede la scossa che arrivò nelle ultime tre giornate, con quattro punti ottenuti, che consentirono ai pisani di raggiungere la salvezza.
Nella Coppa Italia, il Pisa ha vinto il quarto girone di qualificazione, disputato prima del campionato, negli ottavi di finale elimina il Bologna, poi i toscani hanno ceduto nei quarti di finale nel doppio confronto con l'Inter.

## Divise e sponsor
Lo sponsor tecnico per la stagione 1982-1983 fu Puma, mentre lo sponsor ufficiale fu Robrik Pelle.
| Prima divisa |

## Organigramma societario
Area direttiva
- Presidente: Romeo Anconetani
- Segretario generale: Adolfo Anconetani
- Segretario: Cesare Mercatali

Area sanitaria
- Medico sociale: Cataldo Graci
- Massaggiatore: Claudio Nigiotti

Area tecnica
- Allenatore: Luís Vinício
- Allenatore in seconda: Luca Giannini
- Allenatore Primavera: Romeo Marinai
- Preparatore atletico: Luciano Meciani

## Calciomercato
| Acquisti | Acquisti                 | Acquisti | Acquisti                 |
| R.       | Nome                     | da       | Modalità                 |
| -------- | ------------------------ | -------- | ------------------------ |
| D        | Giovanni Francesco Pozza | Ternana  | comproprietà (300 mln £) |
| C        | Klaus Berggreen          | Lyngby   | definitivo (270 mln £)   |
| C        | Jorge Caraballo          | Danubio  | definitivo               |
| A        | Guido Ugolotti           | Roma     | comproprietà             |

| Cessioni | Cessioni            | Cessioni   | Cessioni      |
| R.       | Nome                | a          | Modalità      |
| -------- | ------------------- | ---------- | ------------- |
| C        | Roberto Bergamaschi | Inter      | fine prestito |
| C        | Alessandro Bertoni  | Fiorentina | definitivo    |
| A        | Walter Viganò       | Cremonese  | definitivo    |

### Sessione autunnale
| Acquisti | Acquisti | Acquisti | Acquisti |
| R.       | Nome     | da       | Modalità |
| -------- | -------- | -------- | -------- |

| Cessioni | Cessioni        | Cessioni | Cessioni |
| R.       | Nome            | a        | Modalità |
| -------- | --------------- | -------- | -------- |
| P        | Bruno Ciardelli | Perugia  | -        |

## Rosa
| N. |                      | Ruolo | Calciatore               |
| -- | -------------------- | ----- | ------------------------ |
|    | Italia (bandiera)    | P     | Sergio Buso              |
|    | Italia (bandiera)    | P     | Alessandro Mannini       |
|    | Italia (bandiera)    | D     | Stefano Garuti           |
|    | Italia (bandiera)    | D     | Fabio Massimi            |
|    | Italia (bandiera)    | D     | David Nannipieri         |
|    | Italia (bandiera)    | D     | Giovanni Francesco Pozza |
|    | Italia (bandiera)    | D     | Mariano Riva             |
|    | Italia (bandiera)    | D     | Felice Secondini         |
|    | Italia (bandiera)    | D     | Arturo Vianello          |
|    | Danimarca (bandiera) | C     | Klaus Berggreen          |

| N. |                    | Ruolo | Calciatore          |
| -- | ------------------ | ----- | ------------------- |
|    | Uruguay (bandiera) | C     | Jorge Caraballo     |
|    | Italia (bandiera)  | C     | Pasquale Casale     |
|    | Italia (bandiera)  | C     | Bruno Ciardelli     |
|    | Italia (bandiera)  | C     | Luigi Gozzoli       |
|    | Italia (bandiera)  | C     | Ferruccio Mariani   |
|    | Italia (bandiera)  | C     | Leonardo Occhipinti |
|    | Italia (bandiera)  | C     | Enrico Todesco      |
|    | Italia (bandiera)  | A     | Luca Birigozzi      |
|    | Italia (bandiera)  | A     | Attilio Sorbi       |
|    | Italia (bandiera)  | A     | Guido Ugolotti      |

## Risultati

### Serie A

#### Girone di andata
| Cesena 12 settembre 1982 1ª giornata | Cesena          | 0 – 0 | Pisa | Stadio La Fiorita\| Arbitro: \| Magni (Bergamo) \| |
| Arbitro:                             | Magni (Bergamo) |       |      |                                                    |

| Arbitro: | Paparesta (Bari) |

|                        |           |  |
| Casale 30’, 70’ (rig.) | Marcatori |  |

| Arbitro: | Altobelli (Roma) |

|                          |           |                           |
| De Vecchi 6’ Monelli 12’ | Marcatori | 21’ Todesco 68’ Birigozzi |

| Arbitro: | Benedetti (Roma) |

|                               |           |                                  |
| Todesco 1’ Berggreen 32’, 80’ | Marcatori | 73’ Scanziani 90’ (rig.) Mancini |

| Arbitro: | Ballerini (La Spezia) |

|            |           |               |
| Azzali 23’ | Marcatori | 83’ Berggreen |

| Arbitro: | Lanese (Messina) |

|  |           |           |
|  | Marcatori | 65’ Penzo |

| Arbitro: | Pieri (Genova) |

|               |           |           |
| Berggreen 69’ | Marcatori | 82’ Bagni |

| Arbitro: | Barbaresco (Cormons) |

|                                        |           |             |
| Pruzzo 76’ (rig.), 81’ Maldera III 85’ | Marcatori | 26’ Todesco |

| Arbitro: | Paparesta (Bari) |

|                                          |           |                            |
| Platini 17’ Rossi 21’ (rig.) Bettega 38’ | Marcatori | 33’ Berggreen 61’ Ugolotti |

| Pisa 21 novembre 1982 10ª giornata | Pisa              | 0 – 0 | Catanzaro | Stadio Arena Garibaldi\| Arbitro: \| Pairetto (Torino) \| |
| Arbitro:                           | Pairetto (Torino) |       |           |                                                           |

| Arbitro: | Vitali (Bologna) |

|            |           |                   |
| Šurjak 56’ | Marcatori | 53’ (rig.) Casale |

| Arbitro: | Magni (Bergamo) |

|                          |           |  |
| Garuti 62’ Berggreen 73’ | Marcatori |  |

| Arbitro: | Benedetti (Roma) |

|                   |           |  |
| Garuti 17’ (aut.) | Marcatori |  |

| Arbitro: | Benedetti (Roma) |

|  |           |              |
|  | Marcatori | 80’ Selvaggi |

| Arbitro: | Ballerini (La Spezia) |

|                                     |           |              |
| Passarella 44’ Antognoni 47’ (rig.) | Marcatori | 54’ Ugolotti |

#### Girone di ritorno
| Arbitro: | Magni (Bergamo) |

|               |           |  |
| Berggreen 77’ | Marcatori |  |

| Arbitro: | Longhi (Roma) |

|                                   |           |                     |
| Ferrario 8’ (rig.) Pellegrini 47’ | Marcatori | 67’ (rig.) Ugolotti |

| Arbitro: | Pairetto (Torino) |

|                               |           |             |
| Gasparini 53’ (aut.) Riva 84’ | Marcatori | 73’ Carotti |

| Arbitro: | Vitali (Bologna) |

|           |           |  |
| Brady 10’ | Marcatori |  |

| Pisa 20 febbraio 1983 20ª giornata | Pisa            | 0 – 0 | Cagliari | Stadio Arena Garibaldi\| Arbitro: \| Menegali (Roma) \| |
| Arbitro:                           | Menegali (Roma) |       |          |                                                         |

| Arbitro: | Angelelli (Terni) |

|                     |           |                   |
| Penzo 19’ Fanna 65’ | Marcatori | 79’ (rig.) Casale |

| Arbitro: | Agnolin (Bassano del Grappa) |

|  |           |                   |
|  | Marcatori | 72’ (aut.) Marini |

| Arbitro: | Lo Bello (Siracusa) |

|               |           |                              |
| Berggreen 64’ | Marcatori | 13’ Falcão 60’ Di Bartolomei |

| Pisa 20 marzo 1983 24ª giornata | Pisa             | 0 – 0 | Juventus | Stadio Arena Garibaldi\| Arbitro: \| D'Elia (Salerno) \| |
| Arbitro:                        | D'Elia (Salerno) |       |          |                                                          |

| Arbitro: | Vitali (Bologna) |

|  |           |                        |
|  | Marcatori | 28’ Mariani 69’ Casale |

| Pisa 10 aprile 1983 26ª giornata | Pisa            | 0 – 0 | Udinese | Stadio Arena Garibaldi\| Arbitro: \| Menegali (Roma) \| |
| Arbitro:                         | Menegali (Roma) |       |         |                                                         |

| Arbitro: | Barbaresco (Cormons) |

|             |           |  |
| Vignola 25’ | Marcatori |  |

| Pisa 1º maggio 1983 28ª giornata | Pisa          | 0 – 0 | Genoa | Stadio Arena Garibaldi\| Arbitro: \| Longhi (Roma) \| |
| Arbitro:                         | Longhi (Roma) |       |       |                                                       |

| Arbitro: | Agnolin (Bassano del Grappa) |

|  |           |                       |
|  | Marcatori | 59’ Todesco 69’ Sorbi |

| Pisa 15 maggio 1983 30ª giornata | Pisa             | 0 – 0 | Fiorentina | Stadio Arena Garibaldi\| Arbitro: \| Altobelli (Roma) \| |
| Arbitro:                         | Altobelli (Roma) |       |            |                                                          |

### Coppa Italia

#### Primo turno
| Arbitro: | Pirandola (Lecce) |

|  |           |            |
|  | Marcatori | 75’ Casale |

| Arbitro: | Pieri (Genova) |

|            |           |             |
| Casale 45’ | Marcatori | 12’ Pileggi |

| Arbitro: | Pezzella (Frattamaggiore) |

|                                            |           |  |
| Garuti 48’ Berggreen 53’ Casale 62’ (rig.) | Marcatori |  |

| Arbitro: | Casarin (Milano) |

|                |           |  |
| D. Bertoni 47’ | Marcatori |  |

| Arbitro: | Altobelli (Roma) |

|  |           |                           |
|  | Marcatori | 19’ Gozzoli 40’ Birigozzi |

#### Ottavi di finale
| Pisa 23 marzo 1983 Andata | Pisa            | 0 – 0 | Bologna | Stadio Arena Garibaldi\| Arbitro: \| Facchin (Udine) \| |
| Arbitro:                  | Facchin (Udine) |       |         |                                                         |

| Arbitro: | Leni (Perugia) |

|                             |           |                        |
| Fabbri 21’ Sorbi 70’ (aut.) | Marcatori | 27’ Todesco 83’ Garuti |

#### Quarti di finale
| Arbitro: | Pairetto (Torino) |

|                                              |           |                          |
| Collovati 1’ Altobelli 23’ Müller 60’ (rig.) | Marcatori | 85’ Garuti 86’ Berggreen |

| Pisa 4 giugno 1983 Ritorno | Pisa                         | 0 – 0 | Inter | Stadio Arena Garibaldi\| Arbitro: \| Agnolin (Bassano del Grappa) \| |
| Arbitro:                   | Agnolin (Bassano del Grappa) |       |       |                                                                      |

## Statistiche

### Statistiche di squadra
| Competizione | Punti | In casa | In casa | In casa | In casa | In casa | In casa | In trasferta | In trasferta | In trasferta | In trasferta | In trasferta | In trasferta | Totale | Totale | Totale | Totale | Totale | Totale | DR |
| Competizione | Punti | G       | V       | N       | P       | Gf      | Gs      | G            | V            | N            | P            | Gf           | Gs           | G      | V      | N      | P      | Gf     | Gs     | DR |
| ------------ | ----- | ------- | ------- | ------- | ------- | ------- | ------- | ------------ | ------------ | ------------ | ------------ | ------------ | ------------ | ------ | ------ | ------ | ------ | ------ | ------ | -- |
| Serie A      | 27    | 15      | 5       | 7       | 3       | 12      | 8       | 15           | 3            | 4            | 8            | 15           | 19           | 30     | 8      | 11     | 11     | 27     | 27     | 0  |
| Coppa Italia |       | 4       | 1       | 3       | 0       | 4       | 1       | 5            | 2            | 1            | 2            | 7            | 6            | 9      | 3      | 4      | 2      | 11     | 7      | +4 |
| Totale       |       | 19      | 6       | 10      | 3       | 16      | 9       | 20           | 5            | 5            | 10           | 22           | 25           | 39     | 11     | 15     | 13     | 38     | 34     | +4 |

### Statistiche dei giocatori[4]
Sono in corsivo i calciatori che hanno lasciato la società a stagione in corso.
| Giocatore     | Serie A  | Serie A | Serie A     | Serie A    | Coppa Italia | Coppa Italia | Coppa Italia | Coppa Italia | Totale   | Totale | Totale      | Totale     |
| Giocatore     | Presenze | Reti    | Ammonizioni | Espulsioni | Presenze     | Reti         | Ammonizioni  | Espulsioni   | Presenze | Reti   | Ammonizioni | Espulsioni |
| ------------- | -------- | ------- | ----------- | ---------- | ------------ | ------------ | ------------ | ------------ | -------- | ------ | ----------- | ---------- |
| K. Berggreen  | 29       | 8       | ?           | ?          | 9            | 2            | ?            | ?            | 38       | 10     | ?           | ?          |
| L. Birigozzi  | 14       | 1       | ?           | ?          | 7            | 1            | ?            | ?            | 21       | 2      | ?           | ?          |
| S. Buso       | -        | -       | -           | -          | 2            | 0            | ?            | ?            | 2        | 0      | 0+          | 0+         |
| J. Caraballo  | 7        | 0       | ?           | ?          | 5            | 0            | ?            | ?            | 12       | 0      | ?           | ?          |
| P. Casale     | 30       | 5       | ?           | ?          | 9            | 3            | ?            | ?            | 39       | 8      | ?           | ?          |
| B. Ciardelli  | -        | -       | -           | -          | 1            | 0            | ?            | ?            | 1        | 0      | 0+          | 0+         |
| S. Garuti     | 28       | 1       | ?           | ?          | 9            | 3            | ?            | ?            | 37       | 4      | ?           | ?          |
| L. Gozzoli    | 26       | 0       | ?           | ?          | 9            | 1            | ?            | ?            | 35       | 1      | ?           | ?          |
| A. Mannini    | 30       | -27     | ?           | ?          | 7            | -4           | ?            | ?            | 37       | -31    | ?           | ?          |
| F. Mariani    | 12       | 1       | ?           | ?          | 1            | 0            | ?            | ?            | 13       | 1      | ?           | ?          |
| F. Massimi    | 16       | 0       | ?           | ?          | 3            | 0            | ?            | ?            | 19       | 0      | ?           | ?          |
| D. Nannipieri | -        | -       | -           | -          | 1            | 0            | ?            | ?            | 1        | 0      | 0+          | 0+         |
| L. Occhipinti | 27       | 0       | ?           | ?          | 8            | 0            | ?            | ?            | 35       | 0      | ?           | ?          |
| G. Pozza      | 13       | 0       | ?           | ?          | 2            | 0            | ?            | ?            | 15       | 0      | ?           | ?          |
| M. Riva       | 24       | 1       | ?           | ?          | 8            | 0            | ?            | ?            | 32       | 1      | ?           | ?          |
| F. Secondini  | 26       | 0       | ?           | ?          | 7            | 0            | ?            | ?            | 33       | 0      | ?           | ?          |
| A. Sorbi      | 26       | 1       | ?           | ?          | 9            | 0            | ?            | ?            | 35       | 1      | ?           | ?          |
| E. Todesco    | 26       | 4       | ?           | ?          | 7            | 1            | ?            | ?            | 33       | 5      | ?           | ?          |
| A. Vianello   | 27       | 0       | ?           | ?          | 8            | 0            | ?            | ?            | 35       | 0      | ?           | ?          |